# Línea 52 (Córdoba)
La Línea 52 es una línea de transporte urbano de pasajeros de la ciudad de Córdoba, Argentina. El servicio está actualmente operado por la empresa Grupo ERSA.
Anteriormente el servicio de la línea 52 era denominada como R6 desde 2002 por T.A.M.S.E., hasta que en septiembre de 2013 TAMSE deja de operar el corredor Rojo y pasa a manos de Aucor, hasta que el 1 de marzo de 2014, por la implementación del nuevo sistema de transporte público, el R6 se fusiona como 52 y operada por la misma empresa, más tarde Aucor deja de existir y pasa a manos de ERSA Urbano donde actualmente opera.

## Recorrido
Desde: B° Procrear Liceo Hasta: Barrio Cabildo
 Servicio diurno.
Ida: Estación de Servicio de Villa Retiro – Dr. Orlando Severo Melone 1 Cuadra – giro a la izquierda Calle Publica 2 cuadras – Giro a la Derecha Calle Publica aprox. 600 m. – Giro a la izquierda Calle Publica – Ricardo Gutiérrez – Belisario Roldan – Florentino Ameghino – Av. Alfonsina Storni – Bartolomé Hidalgo – Av. Rancagua – Av. Rancagua – Pedro Naón – Calle 31 – Carlos Giménez – Julio Arboleda – Enrique Muiño – Av. Florencio Parravicini – Enrique Martínez Paz – Los Ticas – Hulluman – Nueva Mundo – Nueva Orleans – Cabo Contreras – Mauricio Yadarola – Av. Leandro N. Alem – Av. Eduardo Bulnes – Félix Frías – Libertad – Ovidio Lagos – Puente Sarmiento – Sarmiento – Humberto Primo – Av. Gral. Paz – Av. Vélez Sarsfield- Hipólito Yrigoyen – Plaza España – Av. Concepción Arenal – Los Nogales – Bv. De la Reforma – Haya de la Torre – Ing. Medina Allende – Maestro Marcelo López – Av. Cruz Roja Argentina – Cjal. Felipe Belardinelli – Adrián Beccar Varela – Av. Vélez Sarsfield – Rotonda Las Flores – Av. Vélez Sarsfield – Defensa – Viña del Mar – Carmelo Ibarra – La Falda – Tilcara – Congreso – Cajamarca – Cumbre del Perchel – Cajamarca – Cleveland – Isla Verde – Cayuqueo – Rio Colorado hasta Gaiman.
Regreso: De Rio Colorado y Gaiman – por esta – Virginia – Mascachin – Rio Colorado – Cajamarca – Cumbre del Perchel – Cajamarca – Río Negro – Tilcara – La Falda – Carmelo Ibarra – Viña del Mar – Defensa – Av. Vélez Sarsfield – Cnel. José Javier Diaz – Cjal. Felipe Belardinelli – Av. Cruz Roja Argentina – Maestro Marcelo López – Ing. Medina Allende – Haya de la Torre – Bv. De la Reforma – Los Nogales – Av. Concepción Arenales – Plaza España – Chacabuco – Av. Maipú – Buchardo – Jacinto Ríos – Av. Leandro N. Alem – Mauricio Yadarola – Av. Del Trabajo – Abad e Illana – Cabo Contreras – Nueva Orleans – Nuevo Mundo – Hulluman – Los Ticas – Enrique Martínez Paz – Av. Florencio Parravicini – Enrique Muiño – José Podestá – Carlos Giménez – Calle 31 – Pedro Naón – Rotonda Av. Rancagua – Av. Rancagua – Bartolomé Hidalgo – Alfonsina Storni – Florentino Ameghino – Belisario Roldan – Ricardo Gutiérrez – Calle Publica aprox. 500 m – giro a la derecha Calle Publica aprox. 600 m – Giro a la Izquierda aprox. 200 m – Dr. Orlando Severo Melone hasta estación de servicios Villa Retiro.